# Visborg Sogn
Visborg Sogn er et sogn i Hadsund Provsti (Aalborg Stift).
I 1800-tallet var Visborg Sogn anneks til Skelund Sogn. Begge sogne hørte til Hindsted Herred i Ålborg Amt. 
Hadsund Kirke blev indviet i 1898 som filialkirke til Visborg Kirke. Hadsund blev så et kirkedistrikt, bestående af områder fra Vive Sogn og Visborg Sogn, og i 1921 blev Hadsund udskilt som et selvstændigt sogn.
Skelund-Visborg sognekommune indgik i 1937 i Hadsund Kommune (1937-1970), der ved kommunalreformen i 1970 blev udvidet og ved strukturreformen i 2007 indgik i Mariagerfjord Kommune.
I Visborg Sogn ligger Visborg Kirke.
I sognet findes følgende autoriserede stednavne:
- Eendelen (areal)
- Glargårde (bebyggelse)
- Glerup (bebyggelse, ejerlav)
- Glerup Mark (bebyggelse)
- Glerupvad (bebyggelse)
- Havnø (ejerlav, landbrugsejendom)
- Havnø Fjordenge (bebyggelse)
- Korup Skovhuse (bebyggelse)
- Møgelmose (areal)
- Mølhøj (bebyggelse)
- Møllegårde (bebyggelse)
- Stenbjerg (bebyggelse, ejerlav)
- Strandkær (bebyggelse)
- Vester Lovnkær (areal, ejerlav)
- Visborg (bebyggelse, ejerlav)
- Visborg Skovmark (bebyggelse)
- Åringskær (areal)